# 王麒 (1971年)
王麒（1971年6月—），汉族，广东汕头人，中华人民共和国政治人物、全国人民代表大会四川地区代表。

## 生平
毕业于美国纽约大学坦登工程学院经济学院工商经济管理专业。加入致公党。担任四川启阳集团有限责任公司董事长。2008年起担任全国人大代表。2018年2月24日，当选为第十三届全国人大代表。